# Tatuajes criminales rusos

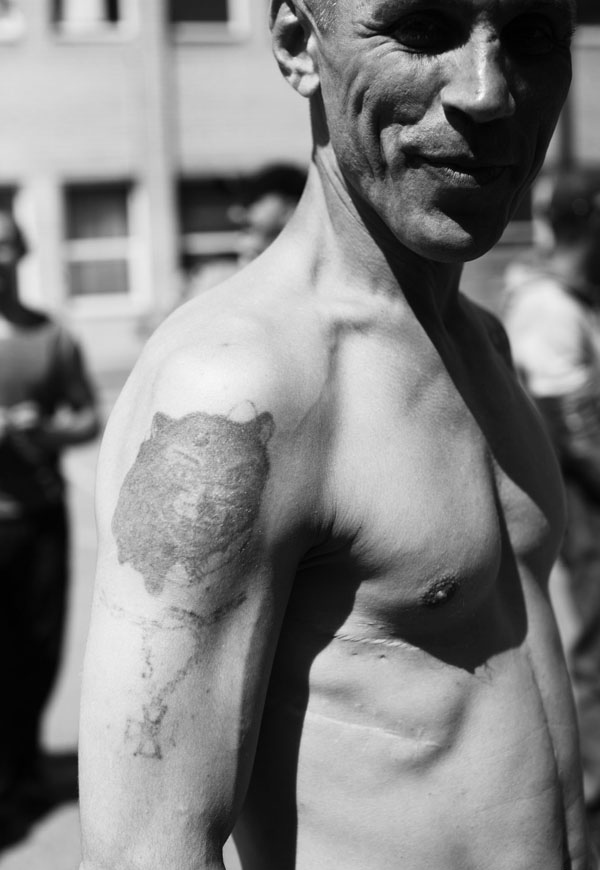
Ejemplo de tatuaje carcelario tradicional, con el motivo de una medalla

Los tatuajes son los símbolos que durante cientos de años han utilizado los vor v zakone para identificarse. Estos símbolos son de suma importancia para ellos ya que muestran el sitio que cada uno ocupa en la organización y la propia vida del criminal o ladrón, es decir, sus gustos, intereses o tendencias delictivas. No sólo cuenta el tatuaje en sí sino el lugar del cuerpo donde se sitúa. Estos sirvieron en un principio específicamente entre los encarcelados bajo el sistema Gulag de la era soviética, los tatuajes se utilizaban para diferenciar a un líder criminal o ladrón de un preso político.
Expertos coinciden en atribuir un origen religioso a los distintos dibujos que los integrantes de las mafias rusas graban en su piel. A este hecho se le añade que según la Biblia (en el libro del Génesis), el primer asesino de la historia, Caín, fue marcado por Dios con una señal que lo identificó como un criminal para la eternidad. Damon Murray, publicista de varios libros referentes al tema criminal en cárceles rusas afirma que: «esas imágenes no tienen absolutamente nada que ver con creencias religiosas, sus significados reales proceden de tradiciones criminales y de prisión. Surgen del deseo de mostrarse como un marginado, como un incomprendido que está destinado al sufrimiento».

## Origen
Marcar a los delincuentes se practicaba en Rusia mucho antes de que el tatuaje fuera una costumbre, y se prohibió en 1863. En el siglo XIX, a menudo se usaba una cruz «pinchada» en la mano izquierda para identificar a los desertores del ejército, concluyó hasta 1846. A los criminales sentenciados a trabajos forzados se les marcaba en la frente y las mejillas con «BOP» (VOR; ladrón). También se aplicaron marcas en el omóplato y el antebrazo derecho, en tres categorías; «СК» para Ssylno-Katorjni (convicto por trabajos forzados), «СП» para Ssylno-Poselenets (deportado por trabajos forzados) y «Б» para Begly (fugitivo). En 1846, ВОР fue reemplazado por «КАТ»; las primeras tres letras de la palabra para «convicto de trabajos forzados» o katorzhnik.
Con la complicidad de los prisioneros y reclusos de los gulags fueron los mismos guardias que a escondidas de sus jefes diseñaban los tatuajes que estos luego portarían.
La colección de tatuajes de un ladrón representa su «traje», que indica su estatus dentro de la comunidad de ladrones y su control sobre otros ladrones dentro de la vor v zakone. En la jerga criminal rusa o Fenya (феня), un conjunto completo de tatuajes se conoce como frak s ordenami (frac con adornos). Los tatuajes muestran un «historial de servicio» de logros y fracasos, sentencias de prisión y el tipo de trabajo que hace un criminal. También podrían representar su «familia de ladrones», nombrando a otros dentro de los corazones o con la imagen tradicional de gato. La apropiación indebida de los tatuajes de un «ladrón legítimo» podría castigarse con la muerte, o el preso se vería obligado a quitárselos él mismo con un cuchillo, papel de lija, un fragmento de vidrio o un trozo de ladrillo.

## Criminales en el ejército soviético
Después de la Segunda Guerra Mundial se produjo un cisma en el mundo criminal. Muchos convictos habían luchado en unidades penales, en contravención del vor v zakone de que ningún ladrón debería servir en el ejército o cooperar con las autoridades de ninguna manera. Muchos ladrones legítimos se vieron degradados a frayer (forastero), muzhik (campesino) o suka (traidor, perra). Esto fue parte de una lucha por el poder; con recursos limitados en prisión, la ilegalización de las «perras» (suki) permitió a los ladrones legítimos tomar más para ellos. A aquellos que tuvieron menos suerte que los criminales degradados, fueron asesinados. El contrabando con las autoridades y corrupción entre el gobierno y los criminales era notoriamente conocido entre ambos bandos, ya que estos ayudaban de alguna manera a obtener recursos de manera ilegal, esto suponía mantener al pueblo, pues era bien sabido que la escasez de recursos en los soviets incrementaba paulatinamente. Inclusive el propio Stalin, ya en el poder, toleraró su presencia porque la Unión Soviética necesitaba del contrabando para salir adelante, para que el pueblo no se rebelara contra la carestía.
Los tatuajes se modificaron y aparecieron nuevos diseños para distinguir entre los dos grupos. La daga que atravesaba un corazón fue modificada, agregando una flecha: este tatuaje indicaba un ladrón legítimo y su deseo de vengarse de quienes habían violado el código de los ladrones. La rosa de los vientos se convirtió en un indicador de agresión a los funcionarios de la prisión y las «perras», indicando el voto de que «nunca usaré charreteras» y el odio hacia quienes habían servido en el ejército soviético. Las siglas secretas fueron creadas por ladrones legítimos que las «perras» no reconocerían, como SLON (literalmente «elefante»), que significa «Suki Lyubyat Ostry Nozh» («Las perras aman el cuchillo afilado»).

## Las reformas de Jruschov y el declive del tatuaje
En la década de 1950, Nikita Jrushchov declaró una política para la erradicación de la criminalidad de la sociedad soviética. Junto con la propaganda denunciando al «ladrón tradicional» que había ganado popularidad en la cultura rusa, los castigos en las prisiones se intensificaron para cualquiera que se identificara como un ladrón legítimo, incluidas palizas y torturas. Como respuesta a esta persecución, las leyes contra los ladrones se intensificaron y el castigo para los presos que llevaran tatuajes no merecidos aumentó desde la remoción hasta la violación y el asesinato.
En la década de 1970, la intensificación de las leyes contra los ladrones había dado lugar a represalias contra los ladrones legítimos, orquestadas por las autoridades penitenciarias, que a menudo arrojaban a un ladrón legítimo a celdas con presos a los que habían castigado o violado. Para reducir las tensiones, los líderes criminales prohibieron los ritos de iniciación y prohibieron la violación como castigo. Las peleas entre reclusos fueron prohibidas y los conflictos debían resolverse mediante la mediación de ladrones de alto nivel. Además, la moda de los tatuajes se había extendido por las cárceles de menores, aumentando el número de reclusos con tatuajes «ilegítimos». Esta ubicuidad junto con la reducción de la violencia hizo que las «autoridades criminales» dejaran de castigar los tatuajes «no ganados».

## Aplicación
Los tatuadores, o kolshchiki (pinchadores), eran muy respetados. Las agujas para tatuar se pueden denominar peshnya (picahielos), pchyolka (abeja), shpora (espolón) o shilo (aguijón), mientras que la máquina de tatuar puede denominarse mashinka (máquina pequeña) o bormashina (torno dental). y la tinta se conoce como mazut (gasolina) o gryaz (suciedad). Los tatuajes en sí mismos fueron referidos como reklama (publicidad), regalka (regalia), kleimo (estigma) o rospis (pintura).
Aunque desde décadas la realización de tatuajes dentro de la prisión está prohibida por motivos de higiene, se siguen haciendo de forma clandestina. Cómo método más común y debido a la precariedad del sistema carcelario ruso, suelen utilizar una suela de un zapato, que una vez derretida dentro de un cazo al calor de un pequeño fuego, mezclan con orina u otras sustancias líquidas como champú para crear la tinta. Modifican una máquina de afeitar eléctrica a la que se le añade una aguja.

## Diseños
Los diseños y temas comunes crecieron a lo largo de los años, y a menudo tienen diferentes significados según la ubicación del tatuaje. Las imágenes a menudo no significan literalmente lo que están representando; por ejemplo, los tatuajes que muestran imágenes nazis representan un rechazo a la autoridad más que una adhesión al nazismo. Las combinaciones de imágenes, como una rosa, alambre de púas y una daga, forman significados combinados. Según el lexicógrafo Alexei Plutser-Sarno, los tatuajes se convierten en los únicos «aspectos reales de su vida».  Son un símbolo del compromiso del propietario con la guerra contra el no ladrón, la policía (menty) y las «perras» (suki). El ambiente en la era soviética era de fuerte propaganda visual, y los tatuajes son una reacción a eso, y una «sonrisa a la autoridad» (oskal na vlast), a menudo parodiando directamente los lemas oficiales soviéticos con líderes del Partido Comunista a menudo representados como demonios. burros o cerdos.
- Extrellas[15][16]
  - En los hombros — indican que se trata de una «autoridad» entre los criminales.
  - En las rodillas — no están dispuestos a arrodillarse ante nadie.
- Cráneo con huesos cruzados — indican que está cumpliendo cadena perpetua.[17]
- Medallas — son condecoraciones que representan la resistencia ante el régimen soviético, o haber luchado contra él.[5]
- Puñal, navaja atravesando el cuello — indica que un criminal ha asesinado a alguien en prisión y que está disponible para hacer otros trabajos.[4]
  - Gotas de sangre — significan el número de asesinatos cometidos.[4]
- Ojos[1][18]
  - En el pubis o abdomen — sugieren que es homosexual.
  - En el pecho — que está atento y vigilante a los demás reclusos, a la menor provocación atacarán.
- Catedral ortodoxa — usado habitualmente por ladrones, el número de cúpulas de la iglesia significa el número de condenas.[19]
- Virgen cargando a niño en brazos — puede significar que el que lo lleva se encomienda a esta para que le cuide del mal, puede indicar que el que lo lleva ha estado encerrado entre rejas desde una temprana edad.[20]
- Serpiente — comúnmente rodea el cuello y significa que el recluso es adicto a las drogas.
- Esposas en las muñecas — indican una pena de más de cinco años.
- Demonios — simbolizan el odio a la autoridad.[5]
- Sirena — indica una sentencia por violar a una menor o abusar de un menor.[5]
- Chica con el vestido alzado con un hilo de pescar — se suele tatuar a los violadores.[5]
- Rosa — significa que llegó a la mayoría de edad en prisión.[4]
- Payaso — asociados con delitos como hurto o por haber matado a un policía.[1]
- Sol — los rayos se pueden utilizar para indicar el número y la duración de las sentencias cumplidas.[7]
- Lenin, Stalin: a menudo tatuado en el pecho, en parte por la creencia de que un pelotón de fusilamiento nunca seguiría las órdenes de disparar a una imagen así, además de que en caso de ser golpeados por los guardias, evitarían estás imágenes.[7][21][22]
- Tela de araña — suele significar adicción a la drogas. Si aparece la araña trepando hacia arriba indica que aún se está enganchado mientras que si está descendiendo es que tiene intención de dejarlo.[4]
- Símbolo de las SS nazis — nunca ha delatado a nadie.[4]
- Mujer desnuda en una cruz ardiendo — quienes han asesinado a una mujer.[1]
- Parca con guadaña — denota que a asesinado a un familiar.
- Círculo con un punto en el interior (como anillo) — conocido como «La piedra redonda»: indica un huérfano (круглый сирота, krugly sirota) o el dicho «confía solo en ti mismo» (надейся только на себя, nadeisya tolko na sebya).[23]
- Quincunce — indica a un veterano, del dicho «las cuatro paredes y yo» o «las cuatro torres de vigilancia y yo» (четыре вышки и я, chetyie vyshki i ya).[24]

### Tatuajes forzados (usualmente a aquellos que rompen las reglas de losvor v zakone)
Hay tatuajes que se aplican a la fuerza para significar «degradación» (razzhalovanie). Estos pueden representar actos sexuales y están diseñados para rebajar al propietario a los ojos de otros presos y provocar un trato severo hacía ellos. Estos se pueden aplicar a los condenados por delitos sexuales, los que no han pagado una deuda, (ssuchenye), los títeres (chujany), y significan que el propietario es expulsado del sector privilegiado de una sociedad de ladrones que son «intocables». (neprikasaemye/chushki). Otros ladrones no aceptan nada de ellos o se consideran «infectados» (zakontachitsya). Como un ladrón «nace» con sus tatuajes, también pueden usarse para significar su «muerte» y su nuevo estatus como «apartado». Incluso los ladrones establecidos pueden ser degradados si, por ejemplo, pierden un juego de cartas y no cumplen sus apuestas.
- Serpiente entrelazada a una mujer — indica un homosexual pasivo, especialmente si está tatuado en la espalda.[26]
- Soplón (Стукач, stukach)[27]
- Kulak (кулак)[27]
- «Enemigo del pueblo» (BPAГ HAPOДA, BRAG NARODA)[27]
- Perra, puta (сука, suka)[27]
- Las «marcas de belleza» o puntos en la frente indican una «perra» que se ha puesto del lado de las autoridades penitenciarias. Debajo de los ojos indica un homosexual pasivo y por la boca indica un participante pasivo en el sexo oral. En el mentón indica una rata (крйса, krysa) que roba a otros prisioneros.[26]
- Corazón o diamante de la baraja francesa, principalmente en la espalda indican a un homosexual pasivo.[26]

## Tatuajes en las manos
Los tatuajes en las manos y los dedos eran comunes, y para las mujeres, los tatuajes de palma que mostraban insultos eran populares en las décadas de 1940 y 1950.
- Iglesia con tres cúpulas — «prisionero eterno» aplicado a alguien con al menos tres condenas.[29]
- Un águila — denota un ladrón autoritario o un fugitivo de un campamento.[30]
- Las letras «ОМУТ» (omut; abrevadero) en el dorso de la mano indican a alguien de quien es difícil escapar (от меня уйти трудно, ot menya uiti trudno, es difícil escapar de mí).[31]
- Las letras "МИР" (mir; mundo o paz) en el dorso de la mano denotan a alguien que nunca será rehabilitado o reeducado (меня исправит расстрел, menya ispravit rasstrel, solo la ejecución me corregirá).[24]
- Un corazón indica un ladrón despreciado sin estatus, condenado por violación.[23]
- Una flecha con alas significa un ladrón viajero.[32]
- Una corona indica un jefe o autoridad criminal[32]
- Cruz blanca sobre fondo negro; «he pasado por las cruces» indicando que han cumplido un régimen de aislamiento.[32]
- Siluetas de pájaros; «ama y valora la libertad».[32]
- Las cruces en los nudillos pueden indicar el número de veces que estuvo en prisión.[33]